# 拂涅靺鞨
拂涅靺鞨，即拂涅部，亦称“大拂涅”。是北魏勿吉七部之一、隋唐时期靺鞨七部之一。
拂涅故地勿吉族拂涅部所居之地。后为黑水靺鞨十六部中的一部。《隋书》称其分布在伯咄靺鞨以东，居今牡丹江下游以东、兴凯湖以西，今密山县一带，南北朝时在今黑龙江省张广才岭以东以宁安市为中心的牡丹江流域。旧说在今沈阳市西北之辽宁省新民市一带，或说在今辽宁省北镇市境，有人说在今哈尔滨市南的拉林河地区，并说“拂涅”即“勿吉”转音，满语为 “森林”之意。已形成部落军事联盟，势力较弱，胜兵不过三千。靺鞨时期与唐朝有密切联系，唐灭高句丽后，唐朝设置拂涅州隶河北道安东都护府。渤海国建国后，稍向北徙，仍独立存在。唐玄宗开元、天宝年间，曾八次遣使朝贡，给唐朝进贡鲸睛、貂鼠、白兔皮等。开元六年（718年），大首领被唐授为守中郎将，其首领被授为郎将、中郎将、左武卫折冲等官职。大约在渤海宣王大仁秀时期为渤海所并，置东平府。辽朝金朝时改称兀惹。